# Crap Fraissen

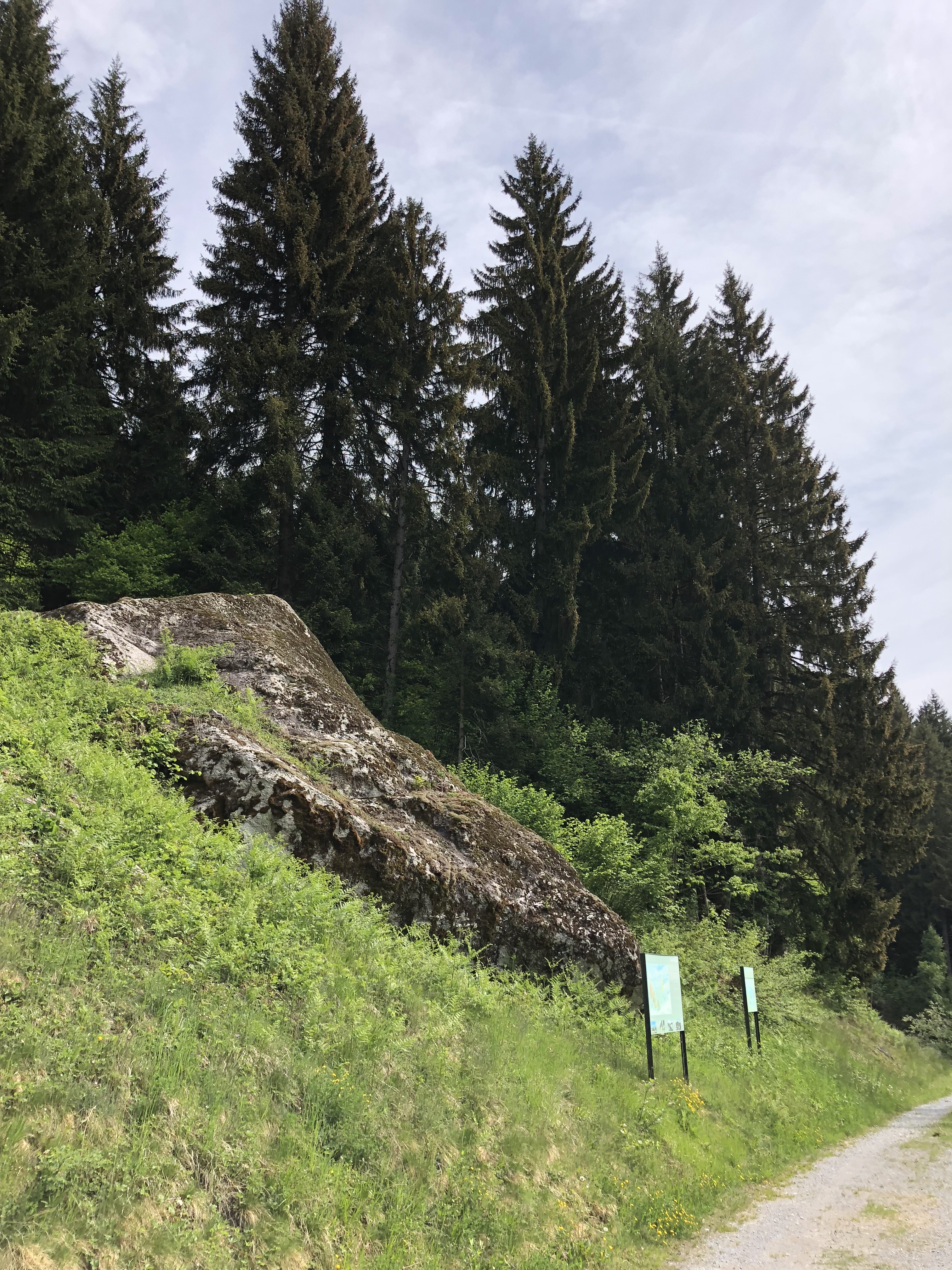
Crap Fraissen

Der Crap Fraissen (Eschenstein) ist ein fünf Meter hoher Findling aus Ilanzer Verrucano-Gestein. Er liegt an einem Wanderweg gut 500 Meter  oberhalb des Laaxersees in Laax im Kanton Graubünden in der Schweiz.

## Bedeutung
Vom Stein aus hatte man früher einen weiten Überblick über das Dorf, den See und die umliegenden Weiden. Auf seiner Oberfläche gravierten Menschen in der Bronzezeit vor gut 3000 Jahren Vertiefungen ein, deren Bedeutung heute ungeklärt ist. Denkbar ist, dass vom Stein aus der Lauf der Gestirne beobachtet wurde, vergleichbar zur astronomischen Anlage Parc la Mutta im nahen Falera. Eine Peillinie weist vom Crap Fraissen aus über den Turm der Kirche von Valendas auf jenen Punkt am Horizont, an dem die Sonne am Tag der Wintersonnenwende aufging.
Zum Teil sind die Schalen mit Rinnen verbunden, die im Zusammenhang mit einem Opferkult als «Blutrinnen» gedeutet werden. Die sechs eingravierten Buchstaben sind wesentlich jüngeren Datums; ihre Bedeutung ist unklar. Sie könnten in Zusammenhang mit der Christianisierung solcher vorzeitlicher Kultsteine stehen.

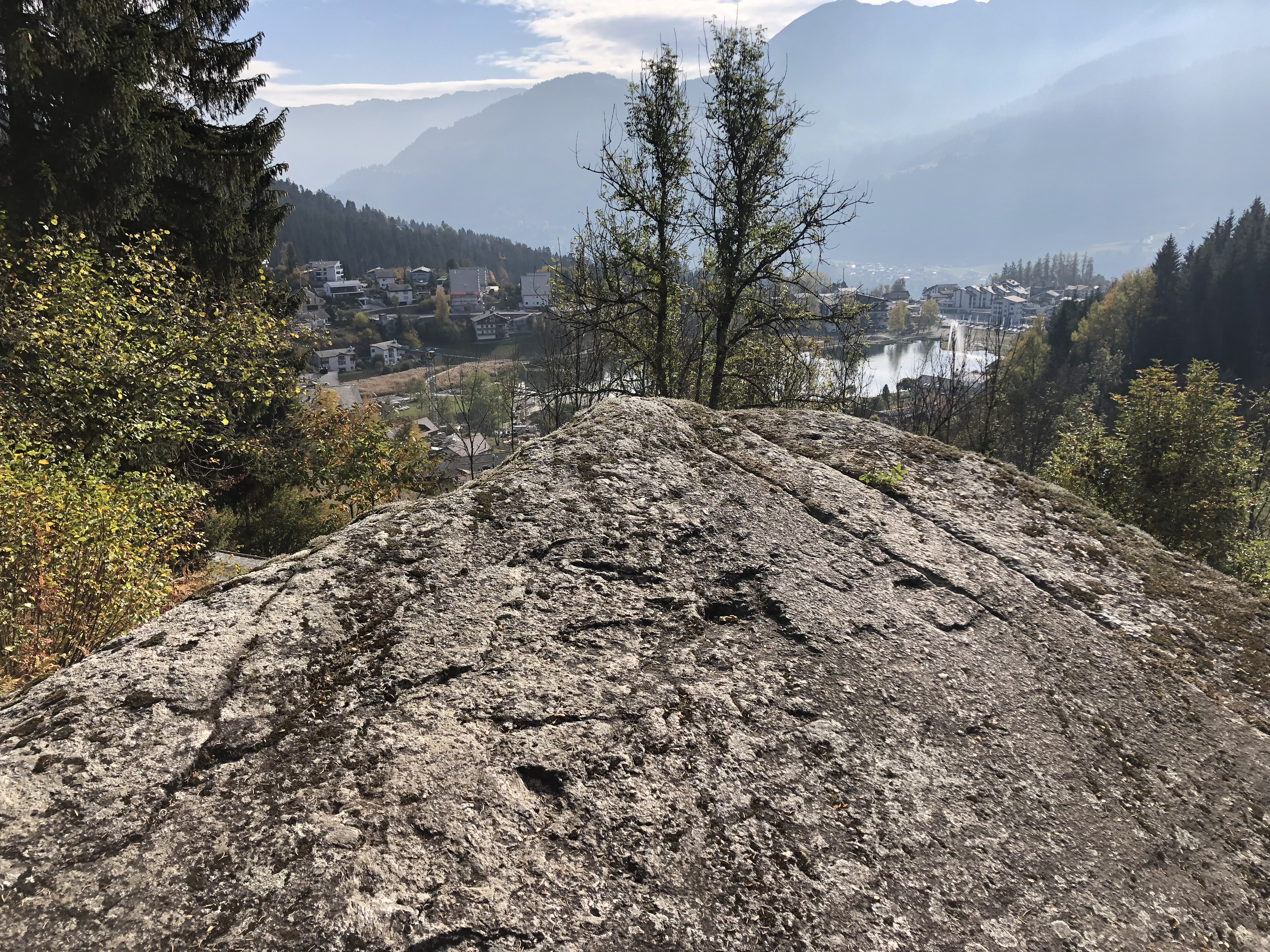
Blick über Laax nach Südwesten
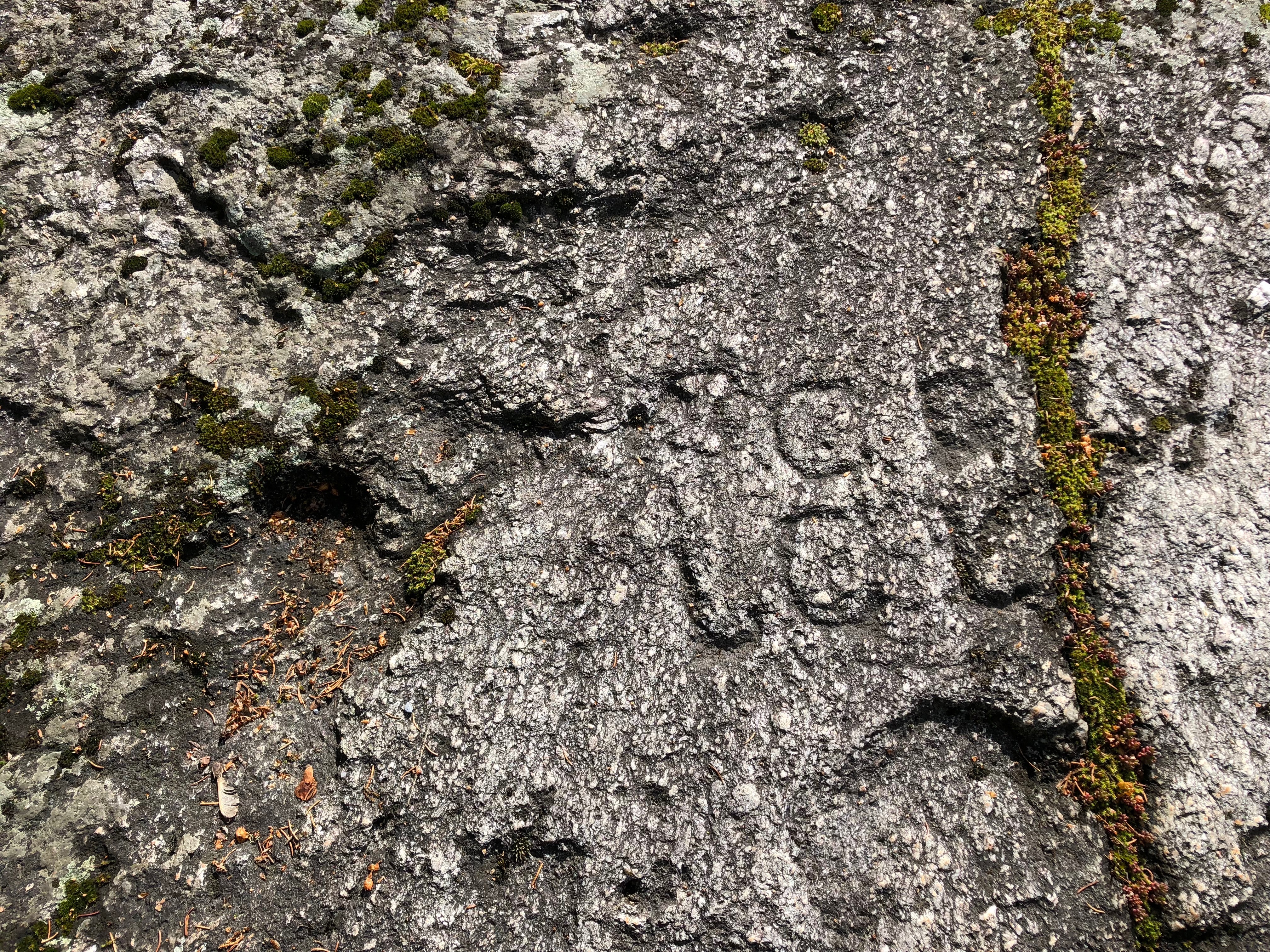
Buchstabengruppe
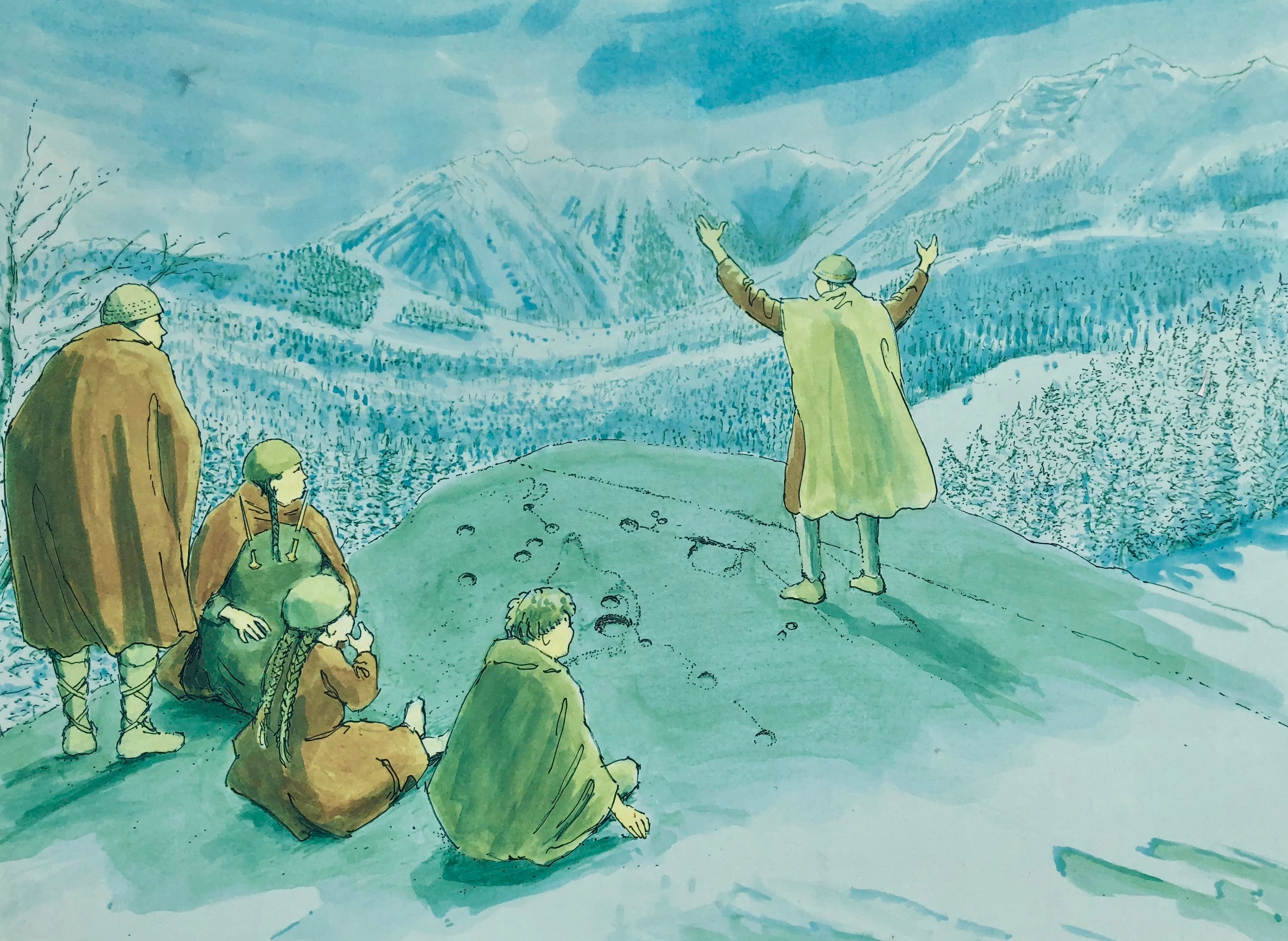
Zeichnung auf der Infotafel vor Ort

## Sage
Mit dem Crap Fraissen verbindet sich eine Sage:
Oberhalb Laax sollen Hexen und böse Geister gehaust haben, die auf die Bewohner des Dorfes neidisch waren und beschlossen, Dorf und Einwohner zu vernichten. Weit oberhalb Laax lag ein mächtiger Steinblock. Sie wollten ihn in den See stürzen, damit eine Flutwelle das Dorf überschwemme und zerstöre. Eines Tages, kurz vor Tagesanbruch, brachten sie den Stein in Bewegung, in gewaltigen Sprüngen rollte er den Berg hinunter auf den See zu. Als er kurz vor dem See angelangt war, begann in Falera die grösste Glocke der Kirche St. Remigius den Tag einzuläuten. Augenblicklich stand der Felsblock still und bohrte sich tief in den steilen Hang, wo er heute noch steht. So rettete die Glocke von St. Remigius das Dorf Laax vor dem Verderben.